# Шекинский, Сулейман-хан Салим-хан оглы
Сулейман-хан Салим-хан оглы Шекинский (азерб. Süleyman xan Şəkinski) — (ок. 1803—1858), — хан шекинский, карабахский бек, царский офицер, полковник, внук Ибрагим Халил-хана Джаваншира и Мухаммеда Хусейн-хана Мюштага, сын Салим-хана Шекинского, брат Гусейн-хана.

## Биография
Сулейман-хан, сын Салим-хана, родился в 1803 году в городе Шеки. Получил дворцовое образование. После того, как его отец бежал в Иран, он вырос в городе Шуша на попечении своей тётки Говхарнисы Беим-аги Ибрагимхалил-хана, дочери Джаваншир. Служил в царской армии и дослужился до подполковника. Участвовал в подавлении восстания в Польше. Прожил долгую жизнь на фронте вместе со своим другом Рагим-беком Угурлубековым.
Российская империя, пытавшаяся использовать молодого хана в своих интересах, назначила ему стипендию в 600 манатов. В 1838 году за отличную службу в Варшаве он был назначен заместителем командира полка. В 1841 году хан был включён в состав группы депутатов, отправившихся в Петербург для выражения благодарности императору. Здесь ему было присвоено звание полковника и вручены ценные подарки. В 1844 году Сулейман-хан уехал в Иран по семейным обстоятельствам. Россия обвинила его в том, что он переселил своих родственников, проживающих в Карабахе, в Иран и создал хаос. Сулейман-хан был уволен с военной службы и ему было запрещено возвращаться в пределы Российской империи. Однако русские, опасаясь, что он останется в Иране, вызвали Сулейман-хана в русское консульство в Тебризе и арестовали его, привезли сначала в Тифлис, а затем сослали в Воронеж. В 1846 году, вернувшись из ссылки, Сулейман-хан вернулся на родину, был призван на военную службу, и ему была восстановлена пенсия, так как он отличился в военных действиях против горцев.

## Семья
Сулейман-хан женился на Хурджахан, дочери Юсиф-хана Шамседдинли. У них были сыновья по имени Гасан-ага и Габиб-ага и дочери по имени Сара-бейим и Тути-бейим.
Его сын Гасан-ага Шекинский родился в городе Шуше в 1842 году. После пленения отца опеку над ним взяла дочь Ибрагимхалил-хана Гевхар-ага. Учился в шушинской уездной школе, служил в царской армии. Гасан-ага Шекинский был крупным землевладельцем. И от отца, и от Гевхар-аги он унаследовал много имущества. Гасан-ага женился на Зибе-бейим Абрахановой. У них были сыновья по имени Сулейман-хан, Азиз-хан и Юсиф-хан.
Сулейман-хан — прадед актрисы Барат Шекинской.